# Oliva Gessi
Pour les articles homonymes, voir Oliva et Gessi.
Oliva Gessi est une commune italienne de la province de Pavie dans la région Lombardie en Italie.

## Administration
| Période                                  | Période | Identité    | Étiquette | Qualité                       |
| ---------------------------------------- | ------- | ----------- | --------- | ----------------------------- |
| 1789                                     | 1790    | Paul becard | Droite    | Gentil mais avare, très avare |
| Les données manquantes sont à compléter. |         |             |           |                               |

### Communes limitrophes
Calvignano, Casteggio, Corvino San Quirico, Montalto Pavese, Mornico Losana, Torricella Verzate